# (74226) 1998 SZ12
1998 أس زد 12 (ويعرف أيضًا باسم (74226) 1998 أس زد 12 وفق تسمية الكوكب الصغير) (بالإنجليزية: 1998 SZ12)‏ هو كويكب ضمن حزام الكويكبات؛ وترتيبه 74226 من حيث الاكتشاف.
اكتُشف هذا الجُرم الفلكي بواسطة روي أ. تاكر في 21 سبتمبر 1998.

## وصلات خارجية
- (74226) 1998 SZ12 في قاعدة بيانات مختبر الدفع النفاث لأجرام النظام الشمسي الصغيرة

- الاكتشاف · مخطط المدار ·  العناصر المدارية · المعلمات المادية

- (74226) 1998 SZ12 على موقع ويكي سكاي: DSS2, SDSS, GALEX, IRAS, Hydrogen α, X-Ray, Astrophoto, Sky Map, Articles and images